# 20644 Amritdas
20644 Amritdas este un asteroid din centura principală de asteroizi.

## Descriere
20644 Amritdas este un asteroid din centura principală de asteroizi. A fost descoperit pe 7 octombrie 1999 la Socorro, New Mexico, în cadrul proiectului LINEAR. Asteroidul prezintă o orbită caracterizată de o semiaxă mare de 2,74 ua, o excentricitate de 0,03 și o înclinație de 0,8° în raport cu ecliptica.